# Michael Forest

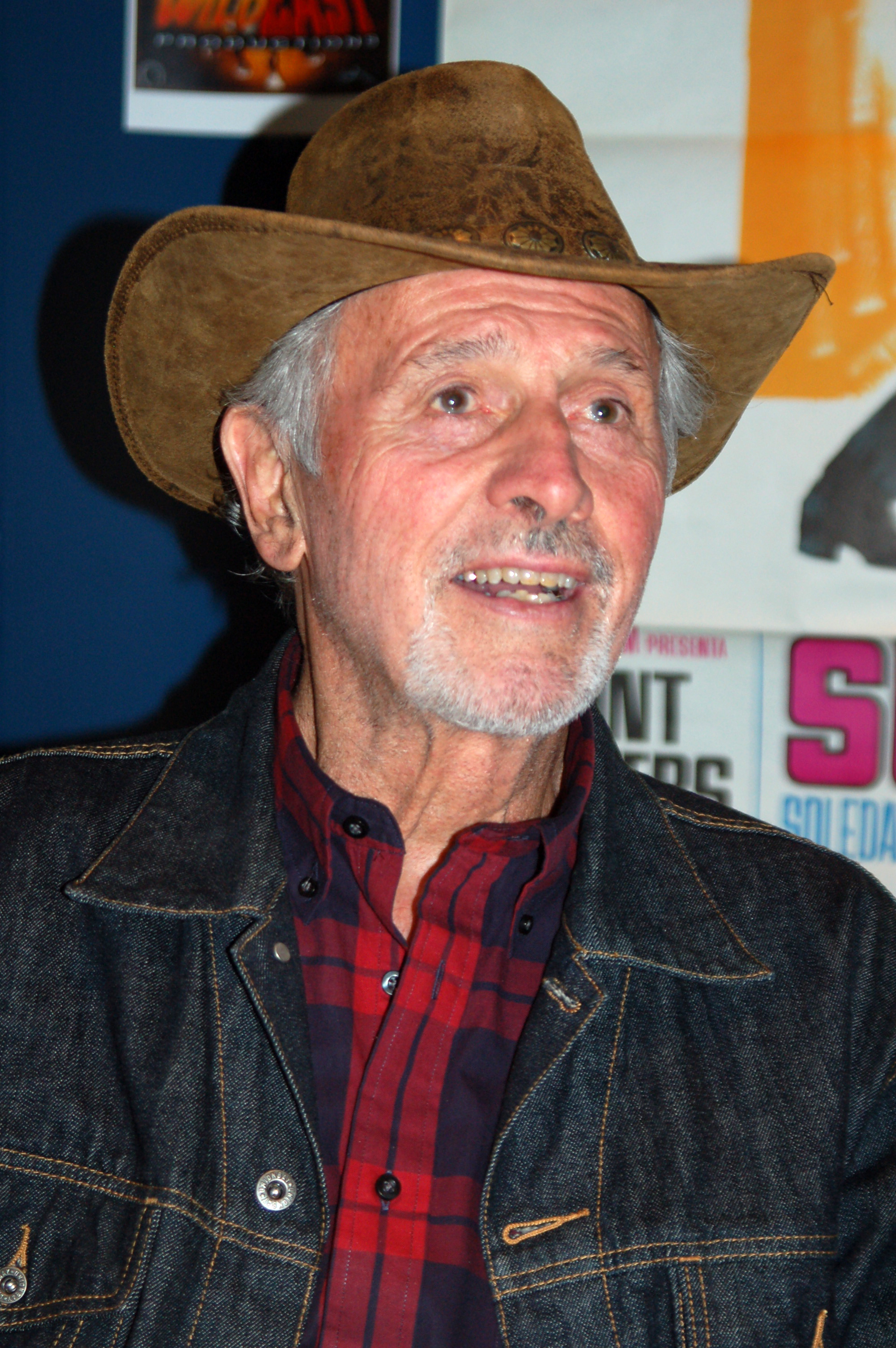
Michael Forest (2011)

Michael Forest (eigentlich Gerald Michael Charlebois, * 17. April 1929  in Harvey, North Dakota) ist ein US-amerikanischer Schauspieler und Synchronsprecher.

## Leben
Forest kam als Kind mit seiner Familie nach Seattle; später besuchte er die University of Washington. Als physisch starker Student trainierte er für eine Laufbahn als Boxer, entschied sich dann jedoch für die Schauspielerei. So ging er 1955 nach Los Angeles und nahm Unterricht bei Jeff Corey. Schnell wurde er Mitglied der Stammbesetzung von Roger Corman; ebenso erhielt er Angebote von Bühnen und im Fernsehen.
1968 zog Forest nach Rom, wo er in den folgenden zehn Jahren etwa 25 Filme drehte und in über 500 als Synchronsprecher für den englischsprachigen Markt arbeitete. Nach seiner Rückkehr in die USA sah man ihn in der seit 1956 laufenden Seifenoper “As the World Turns”; ebenso bekam er wieder Rollen am Broadway. Später wurde er Teil der Stammbesetzung von „The Catlins“.

## Filmografie (Auswahl)
- 1957: The Saga of the Viking Women and Their Voyage to the Waters of the Great Sea Serpent
- 1961: Kein Fall für FBI (The Detectives, Fernsehserie, 1 Folge)
- 1961: Atlas
- 1964: Madame P. und ihre Mädchen (A House Is Not a Home)
- 1965: Die glorreichen Reiter (The Glory Guys)
- 1967: Raumschiff Enterprise (Star Trek, Fernsehserie, Folge 2x02 Der Tempel des Apoll)
- 1968: Gott sei den Bullen gnädig (The Dirt Gang)
- 1969: 100 Gewehre (100 Rifles)
- 1971: The Last Rebel
- 1972: Das Mädchen und der Mörder (L‘assassinat de Trotsky)
- 1972: Lo ammazzò come un cane, ma… lui rideva ancora
- 1972: Das Pferd kam ohne Socken (Ettore lo fusto)
- 1972: Racconti proibiti… di niente vestiti
- 1973: Haie kennen kein Erbarmen (Troppo rischio per un uomo solo)
- 1973: Le llamaban Calamidad
- 1972: Zwei Halunken stürmen Troja (Elena si… ma di Troia)
- 1975: Scaramouche, der Teufelskerl
- 1976: Mohammed – Der Gesandte Gottes (The Message)
- 1979: Dschungel-Django (Il cacciatore dei squali)
- 1986: King Kong lebt (King Kong Lives)
- 1987: Deep Space (Deep Space)
- 1990: Ein Mann für Randado
- 1993: Body of Evidence
- 2000: Cast Away – Verschollen (Cast Away)